# لوسيان سان
لوسيان سان (بالفرنسية: Lucien Saint)‏ ولد عام 1867 وتوفي عام 1938، مقيم عام فرنسي بكل من تونس والمغرب.

## في تونس
- سمي مقيما عاما بتونس في غرة جانفي /كانون الثاني 1921. وقد عرفت الفترة الأولى من وجوده حراكا وطنيا، تمثل في نشاط الحزب الحر الدستوري التونسي، وفي تعدد الصحف الوطنية، ثم أخيرا في ولادة الحركة النقابية التونسية على يدي محمد علي الحامي ورفاقه.
- غير أنه لجأ إلى مختلف الأساليب للجم ذلك الحراك، إذ ضغط على الشيخ عبد العزيز الثعالبي للخروج من تونس وهذا ما تم بالفعل، كما أحال القادة النقابيين على المحاكمة بعد السعي إلى عزلهم عن مختلف القوى السياسية (1925). ثم أصدر سنة 1926 قوانين صارمة سميت بالأوامر الفاجرة (Décrets célérats).
- وتم في عهده ما قدم على أنه إصلاحات، ومن أهمها بعث وزارة للعدلية سمي على رأسها نجل خير الدين التونسي الطاهر خير الدين ثم بعث المجلس الأكبر سنة 1922.

## في المغرب
انتقل لوسيان سان بنفس مهمته إلى المغرب، وقد حاول هناك استكمال ما شرع فيه الماريشال ليوتي، فأكمل احتلال البلاد. واستمر وجوده هناك إلى 29 جويلية/تموز 1933. وفي عهده صدر الظهير البربري لعزل البربر عن العرب وكان ذلك إشارة انطلاق للحركة الوطنية في المغرب.

## في فرنسا
- بدأ مشواره محافظا لغارون العليا(Haute-Garonne)ثم لبوش دورون (Bouches-du-Rhône) ومنها انتقل إلى الآن (Aisne).
- أصبح فيما بين 1933 و1938 شيخا لمدينة مارينياك (Marignac) في الجنوب الغربي الفرنسي. وقد انتخب سيناتورا سنة 1932 عن غارون العليا.
- توفي ودفن بمارينياك.